# Горбуново (Западно-Казахстанская область)
Горбуново (каз. Горбуново) — село в Зеленовском районе Западно-Казахстанской области Казахстана. Входит в состав Махамбетского сельского округа. Код КАТО — 274465200.

## Население
В 1999 году население села составляло 247 человек (124 мужчины и 123 женщины). По данным переписи 2009 года, в селе проживали 123 человека (58 мужчин и 65 женщин).